# 880er
Portal Geschichte | Portal Biografien | Aktuelle Ereignisse | Jahreskalender | Tagesartikel

◄ |
8. Jh. |
9. Jahrhundert
| 10. Jh. | ►

◄ |
850er |
860er |
870er |
880er
| 890er | 900er | 910er | ►

880 |
881 |
882 |
883 |
884 |
885 |
886 |
887 |
888 |
889

## Ereignisse
- 882: In Urkunden aus Cluny wird das erste Mal der Begriff Lehen erwähnt.
- 884: Der ostfränkische König Karl der Dicke wird auch König im Westfrankenreich und vereinigt dadurch bis 887 wieder das Reich von Karl dem Großen.
- 885 bis 886: Dänische Wikinger belagern Paris, brechen aber die Belagerung ab, nachdem ihnen der fränkische König Karl der Dicke Tributzahlungen und die Verpfändung von Burgund zusicherte.
- 887: Arnulf von Kärnten zwingt mit Heeresmacht seinen Onkel, König Karl den Dicken, zum Rücktritt. Damit endet die letzte Gesamtherrschaft über das Frankenreich.